# I nie zmienia się nic
I nie zmienia się nic – czwarty album polskiej grupy hip-hopowej Slums Attack wydany w 2000 roku.
W 2010 roku nakładem wytwórni Fonografika ukazała się reedycja płyty. Zachowane zostały oryginalne grafiki, a sam album został poddany remasteringowi.
28 lipca 2017 roku w wydawnictwie RPS Enterteyment ukazała się reedycja, mastering wykonał Marcin Cichy, nadał on nowe brzmienie płycie, ciepłe, przyjemna dla ucha. Płyta ukazała się pierwszy raz w pudełku Super Jewel Box. Została odświeżona oprawa graficzna oraz tracklista.

## Lista utworów
Opracowano na podstawie materiału źródłowego.
1. „Bez komentarza” (produkcja, miksowanie: DJ Decks, miksowanie, mastering: Peja, mastering: Camey) – 5:19
2. „I nie zmienia się nic...” (produkcja, miksowanie: DJ Decks, miksowanie, mastering: Peja, mastering: Camey) – 4:51[A]
3. „Pojawiam się i znikam” (produkcja, miksowanie: DJ Decks, wokal wspierający: Wiśnix, DJ Decks, Zagmadfany, miksowanie, mastering: Peja, mastering: Camey) – 4:29[B]
4. „Kto?!” (produkcja, miksowanie: DJ Decks, miksowanie, mastering, produkcja: Peja, mastering: Camey) – 4:09
5. „Ja na zawsze w tym zostanę” (produkcja, miksowanie: DJ Decks, miksowanie, mastering, produkcja: Peja, mastering: Camey) – 4:53[C]
6. „Wspólne zadanie” (produkcja, miksowanie: DJ Decks, gościnnie: Grucha, Wiśnia, miksowanie, mastering, produkcja: Peja, mastering: Camey) – 5:24
7. „Dotknij gdzie chcesz” (produkcja, miksowanie: DJ Decks, gościnnie: Lamzas, miksowanie, mastering, produkcja: Peja, mastering: Camey) – 4:28[D]
8. „Nasze znajomości” (produkcja, miksowanie: DJ Decks, gościnnie: WSZ, CNE, miksowanie, mastering, produkcja: Peja, mastering: Camey) – 6:01
9. „Widziały swoje” (produkcja, miksowanie: DJ Decks, gościnnie: Lamzas, Medi Top Superszczur, Mientha, Senne Oko, Wiśnia UKF, miksowanie, mastering, produkcja: Peja, mastering: Camey) – 6:28
10. „Czujesz to? (Fatum)” (produkcja, miksowanie: DJ Decks, miksowanie, mastering, produkcja: Peja, mastering: Camey) – 4:27
11. „Pamiętam... nie zapomnę” (produkcja, miksowanie: DJ Decks, gościnnie: Aifam Klika, miksowanie, mastering, produkcja: Peja, mastering: Camey) – 4:50[E]
12. „Nie przegram mego życia” (produkcja, miksowanie: DJ Decks, miksowanie, mastering, produkcja: Peja, mastering: Camey) – 3:32
13. „Tyle zobowiązań...” (produkcja, miksowanie: DJ Decks, miksowanie, mastering, produkcja: Peja, mastering: Camey) – 4:02
14. „Zawsze odbić się od dna (trzeba radę dać)” (produkcja, miksowanie: DJ Decks, gościnnie: Lamzas, miksowanie, mastering, produkcja: Peja, mastering: Camey) – 5:10
15. „W oparciu o prawdę” (produkcja, miksowanie: DJ Decks, miksowanie, mastering, produkcja: Peja, mastering: Camey) – 4:48
16. „Pojawiam się i znikam (Magiera Remix)” (produkcja, miksowanie: DJ Decks, miksowanie, mastering, produkcja: Peja, mastering: Camey) – 5:01

Notatki
- A^ W utworze wykorzystano sample z piosenki „Telegraph” w wykonaniu Dire Straits[5].
- B^ W utworze wykorzystano sample z piosenki „Zgubiłam to wszystko” w wykonaniu Ireny Jarockiej.
- C^ W utworze wykorzystano sample z piosenki „Loneliness” w wykonaniu SBB.
- D^ W utworze wykorzystano sample z piosenki „Wszystkie stworzenia duże i małe” w wykonaniu Andrzeja Zauchy i Ewy Bem[5].
- E^ W utworze wykorzystano sample z piosenki „Beautiful Boys” w wykonaniu Yoko Ono[5].